# Alte Aula

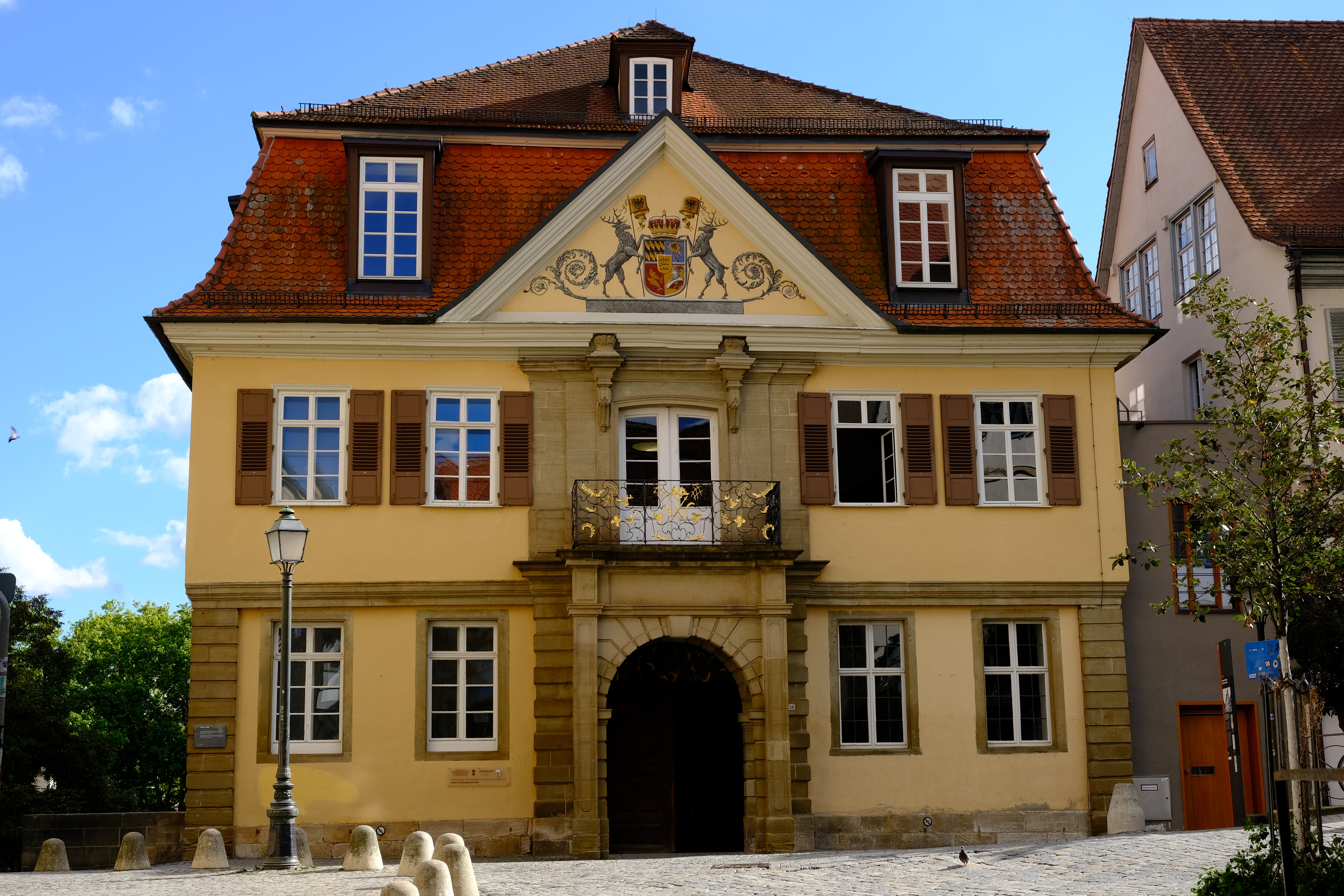
Im Auftrag Herzog Carl Eugens von Württemberg, baute sein Sohn, der Architekt Reinhard Fischer, das damals schon lange bestehende Gebäude neben der Stiftskirche (die heutige „Alte Aula“) im klassizistischen Geschmack um. Als „Aula Nova“ war sie das Geschenk Carl Eugens zum Universitätsjubiläum 1777.

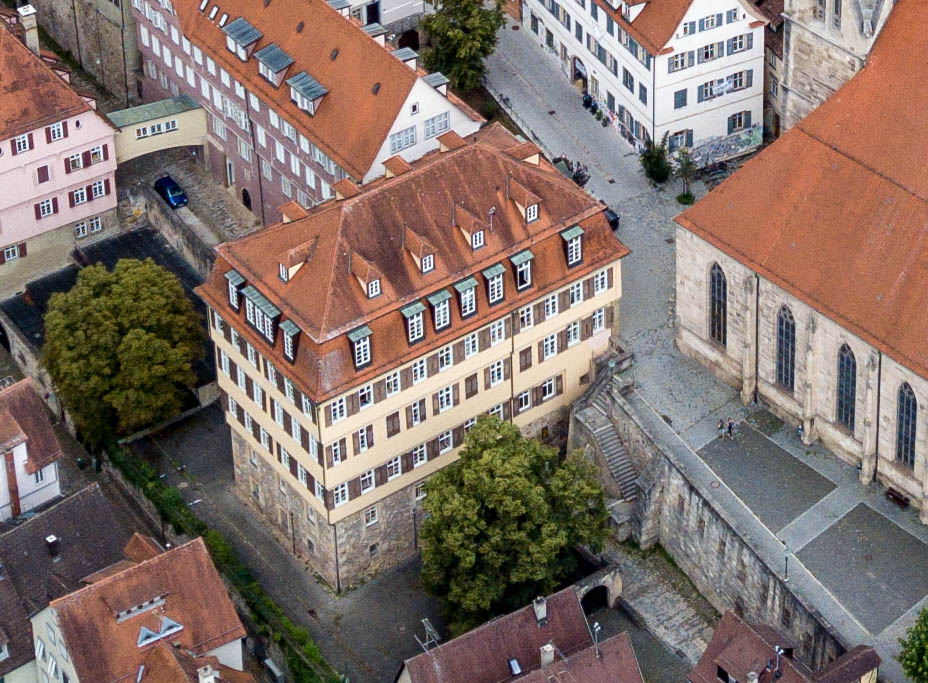
Alte Aula in Tübingen

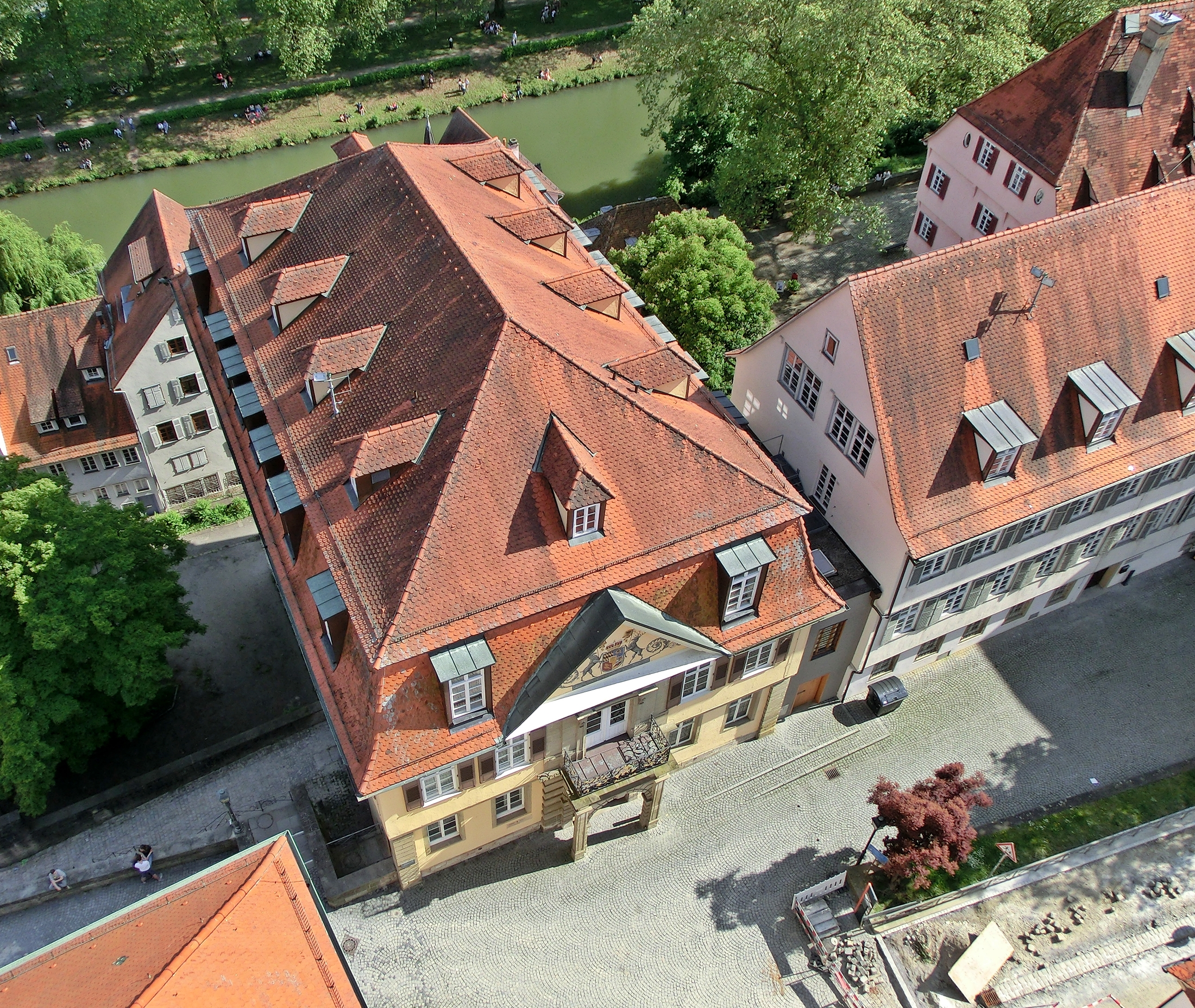
Alte Aula (Mai 2016). Blick von dem Kirchturm der Stiftskirche (Tübingen) auf die Dachkonstruktion der Alten Aula Tübingen, den Neckar und die Fassade mit Eingang an der Straßenfront

Die Alte Aula in der Münzgasse 30 in Tübingen ist ein Kulturdenkmal. Das Gebäude wurde vermutlich 1547 auf den Resten zweier Vorgängerbauten errichtet, von denen der ältere im Jahre 1477 erbaut worden war und der jüngere im Jahr 1534 abbrannte. Das Bauwerk diente als Hauptgebäude der Eberhard Karls Universität Tübingen, bis zur Fertigstellung der Neuen Aula im Jahre 1845. 
Das 200 Jahre alte Bauwerk wurde anlässlich des bevorstehenden Jubiläums – 300 Jahre Eberhard-Karls-Universität Tübingen 1477–1777 – im Auftrag Herzog Carl Eugens von Württemberg von dessen Hofbaumeister Reinhard Ferdinand Heinrich Fischer grundlegend umgebaut und erweitert. Das neu gestaltete Gebäude, die Aula Nova, war das Geschenk des Herzogs an seine Universität zur Jubiläumsfeier. 
Die Gebäudeseite zur Münzgasse hin wurde repräsentativ gestaltet. Sie trägt die herzoglichen Hoheitszeichen in einem vorgesetzten Giebeldreieck am Mansarddach der Fassade. Bis zu ihrem Umzug in Räume des Schlosses Hohentübingen im Jahre 1819 beherbergte die Alte Aula in ihren unteren Stockwerken die Universitätsbibliothek Tübingen. Heute steht das Gebäude unter Denkmalschutz und wird noch immer von der Universität hauptsächlich für dessen Institut für Erziehungswissenschaft genutzt.